# Phacellodomus inornatus
El espinero liso (Phacellodomus inornatus), también denominado güaití (en Venezuela), es una especie de ave paseriforme de la familia Furnariidae perteneciente al género Phacellodomus. Es nativa del norte de América del Sur.

## Distribución y hábitat
Se distribuye desde el noreste de Colombia, hacia el este, por el oeste y centro norte de Venezuela.
Esta especie es considerada común en sus hábitats naturales: las áreas de campo abierto, con grandes árboles dispersos y los bordes de bosques, hasta los 950m de altitud; es especialmente numeroso en la región de los llanos.

## Sistemática

### Descripción original
La especie P. inornatus fue descrita por primera vez por el ornitólogo estadounidense Robert Ridgway en 1887 bajo el mismo nombre científico; la localidad tipo es: «Caracas, Venezuela».

### Etimología
El nombre genérico masculino «Phacellodomus» se compone de las palabras del griego «φακελλος phakellos» que significa ‘amontonado de palitos’, y «δομος domos» que significa ‘casa’; en referencia al típico nido de estas especies; y el nombre de la especie «inornatus», proviene del latín y significa ‘liso’, ‘sin adornos’.

### Taxonomía
El grupo de subespecies inornatus/castelloi fue considerado una especie separada del espinero común Phacellodomus rufifrons por Ridgely y Greenfield (2001) y por Hilty (2003) con base en diferencias morfológicas y de vocalización; sin embargo, la Propuesta N° 41 al Comité de Clasificación de Sudamérica fue rechazada debido a insuficiencia de datos publicados. El Congreso Ornitológico Internacional (IOC), Aves del Mundo (HBW) y Birdlife International] (BLI) y más recientemente Clements checklist/eBird, lo tratan como especie plena.
Las diferencias morfológicas entre las especies apuntadas por HBW son la ausencia o apenas vestigios de rufo en la corona, que es marcadamente rufa desde la frente hasta la mitad de la corona en rufifrons y la ausencia (o virtual ausencia) de lorum y lista superciliar blanquecinos; y el canto de timbre más alto, envolviendo una frecuencia mayor y más amplia.

### Subespecies
Según las clasificaciones del Congreso Ornitológico Internacional (IOC) y Clements Checklist/eBird se reconocen dos subespecies, con su correspondiente distribución geográfica:
- Phacellodomus inornatus inornatus Ridgway, 1887 – centro norte de Venezuela (sureste de Falcón, Yaracuy y Carabobo al este hasta Miranda).
- Phacellodomus inornatus castilloi Phelps, Jr. & Aveledo, 1987 – oeste y centro de Venezuela (Lara, Portuguesa, Barinas y Apure al este hasta Sucre y Monagas) y noreste de Colombia (Boyacá, Arauca, Casanare, Vichada, noreste de Meta).